# 9 Pułk Piechoty Honwedu
9 Pułk Piechoty Honwedu (HonvIR 9, HIR.9) – pułk piechoty królewsko-węgierskiej Obrony Krajowej.  
Pułk został utworzony w 1886 roku. Okręg uzupełnień – Koszyce (węg. Kassa).
Kolory pułkowe: szary (niem. schiefergrau), guziki złote. Skład narodowościowy w 1914 roku 91% – Węgrzy. 
Komenda pułk oraz I i II batalion stacjonowały w Koszycach, natomiast III batalion w Nowej Wsi Spiskiej (węg. Igló).
W 1914 roku wszystkie bataliony walczyły na froncie bałkańskim. Bataliony wchodziły w skład 39 Brygady Piechoty Honwedu należącej do 78 Dywizji Piechoty Honwedu, a ta z kolei do VI Korpusu 4 Armii.
W sierpniu 1918 do batalionu zapasowego w Koszycach został przeniesiony ppor. Rudolf Klemens.

## Dowódcy pułku
- płk Julius Preinreich (1914[3])